# كسينيا ألكان
كسينيا ألكان مواليد 13 ديسمبر 1989 في خاباروفسك كراي، الاتحاد السوفيتي، هي لاعبة كرة مضرب من قيرغيزستان بدأت مسيرتها كمحترفة سنة 2008 تلعب باليد اليمنى وتحتل حالياً المرتبة 407 (10 أغسطس 2015) في تصنيف رابطة محترفات كرة المضرب. أعلى تصنيف لها كان 163.

## روابط خارجية
- كسينيا ألكان على موقع رابطة محترفات التنس (الإنجليزية)
- كسينيا ألكان على موقع الاتحاد الدولي لكرة المضرب (الإنجليزية)
- كسينيا ألكان على موقع كأس بيلي جين كينغ (الإنجليزية)
- كسينيا ألكان على موقع خلاصة التنس.كوم (الإنجليزية)
- كسينيا ألكان على موقع إي إس بي إن.كوم (الإنجليزية)